# إثنيك كلينسنغ
إثنيك كلينسنغ (بالإنجليزية: Ethnic Cleansing)، هي لعبة فيديو إلكترونية معادية لليهود والعِرقيات الأخرى، صدرت اللعبة في بعض الأسواق الناشئة بتاريخ 21 يناير 2002، وهي من تطوير منظمة التحالف الوطني، هذه اللعبة من نوع تصويب منظور الشخص الأول، وتعتمد على الحرب بين العِرقيات المختلفة في الشوارع الأمريكية.

## طريقة اللعبة
تبدأ اللعبة بمرحلتين فقط، ففي المرحلة الأولى، تتكلم اللعبة عن شخصية المقاتل الأمريكي الآري من جماعة كلو كلو لاند حسب وصف اللعبة، حيث كان متدرباً ومتقناً لحمل السلاح داخل المنزل، حيث بدأ مشواره القتالي ضد قطاع الطرق التابعين لليهود في إحدى الشوارع الأمريكية المليئة بالفساد، ويهدف اللعبة لمحاربة قطاع الطرق المكونة من 3 عِرقيات، وهم من عِرقية مستيزو اللاتينية (Mestizo)، وآخرون من العِرقية الأفريقية نيغرز (NIGZ)، بالإضافة إلى اليهود، وفي المرحلة الثانية والأخيرة، يواجه البطل أعداءه اليهود، مدججين بالسلاح، فيواصل البطل الآري القتال، إلى أن قابل زعيم الأشرار باللعبة، وهو شخصية أريل شارون، فبعد القضاء عليه، تكسرت علامة نجمة داود، وفتح باب الحرية أمامه.

## انتقادات
برغم قلة الاهتمام للعبة من وسائل الإعلام الحديثة، إلا أن السياسيين الأمريكيين أثاروا الجدل بخصوص لعبة إثنيك كلينسنغ، أعلنت رابطة مكافحة التشهير ضد اليهود، وهي منظمة إعلامية تهتم بمواضيع إعلامية معادية لليهود، أن هذه اللعبة تشجع معاداة السامية، ويتهم المنظمة مطوري محرك جينسيس 3دي بأنهم فشلوا في تطبيق شروط التراخيص العامة للاستخدام بخصوص الألعاب التي تشجع العنصرية.
وعلق نقاد ألعاب الفيديو على هذه اللعبة، وسببها سوء أداء اللعبة وافتقارها للاختبار، وعدم توافق رسالة اللعبة، وتقليد رخيص للعبة غراند ثفت أوتو 3، حيث أن اللعبة صدرت بضعة آلالاف من النسخة تم بيعها في غضون شهر من صوره، وأن من يستخدم هذه اللعبة هم الزبائن من المراهقين البيض.